# Leptotarsus (Maoritipula) hudsoni
Leptotarsus (Maoritipula) hudsoni is een tweevleugelige uit de familie langpootmuggen (Tipulidae). De soort komt voor in het Australaziatisch gebied.